# Chlumec, Český Krumlov
Chlumec là một làng thuộc huyện Český Krumlov, vùng Jihočeský, Cộng hòa Séc.